# Thạnh Trị
Thạnh Trị là một huyện cũ thuộc tỉnh Sóc Trăng, Việt Nam.

## Địa lý
Huyện Thạnh Trị nằm ở phía tây nam tỉnh Sóc Trăng, cách thành phố Sóc Trăng 32 km, có vị trí địa lý:
- Phía đông giáp huyện Mỹ Xuyên
- Phía tây giáp thị xã Ngã Năm
- Phía nam giáp huyện Vĩnh Lợi, tỉnh Bạc Liêu
- Phía bắc giáp huyện Mỹ Tú.

Thạnh Trị là huyện nông nghiệp thuộc vùng nông thôn của tỉnh Sóc Trăng. Nằm trong vùng đất ngập nước mặn thuộc bán đảo Cà Mau, huyện này là một địa phương nuôi trồng thủy sản, đặc biệt là tôm sú, tôm càng xanh và cá đồng.

### Địa hình
Huyện Thạnh Trị có địa hình tương đối bằng phẳng, hệ thống kênh rạch chính và nhánh phủ đều khắp huyện, rất thuận lợi để phát triển nền kinh tế nông nghiệp. Các xã vùng trũng, nhiều phèn mặn còn nhiều khó khăn như: xã Lâm Tân, Thạnh Tân, Vĩnh Thành, Thạnh Trị, Vĩnh Lợi, Châu Hưng. Các xã vùng cao thường thiếu nước phục vụ nhu cầu sản xuất ở những tháng mùa khô như: Lâm Kiết, thị trấn Phú Lộc, Hưng Lợi và một phần của xã Châu Hưng, Tuân Tức,...

### Khí hậu
Huyện Thạnh Trị nằm trong vùng nhiệt đới gió mùa, cận xích đạo, quanh năm nóng ẩm, lượng mưa phong phú, các yếu tố khí tượng có sự phân hoá theo 2 mùa rõ rệt: mùa mưa từ tháng 5 đến tháng 10 và mùa khô từ tháng 11 đến tháng 4 năm sau.
- Nhiệt độ không khí: Cao và khá ổn định qua các tháng, chênh lệch trung bình là 1 – 3 °C, nhiệt độ không khí trung bình trong năm là 28 °C, cao nhất là 33 °C; thấp nhất là 23 °C. Thời gian nóng nhất trong năm kéo dài từ tháng 3 đến tháng 4, và tháng lạnh nhất là tháng 12 đến tháng 1 năm sau.
- Độ ẩm không khí: Trung bình trong năm khoảng 83,4%, chênh lệch độ ẩm giữa các tháng vào khoảng 9 – 10%.
- Nắng và bức xạ mặt trời: Bình quân cả năm có 6 – 7,5 giờ nắng trong ngày. Tổng số giờ nắng trong năm là 2.372 giờ.
- Mưa: Lượng mưa trung bình hàng năm là 1.840 mm và phân bố không đồng đều trong năm, tập trung chủ yếu vào các tháng 8, 9, 10. Mùa khô (từ tháng 11 đến tháng 4 năm sau) hầu như không có mưa trong khi lượng bốc hơi cao dẫn đến tình trạng thiếu nước cho sản xuất và sinh hoạt.
- Lượng bốc hơi nước trung bình hàng năm là 1.233 mm. Lượng bốc hơi nước trong các tháng mùa mưa khoảng 2 – 3 mm/ngày, trong các tháng mùa khô khoảng 4 – 5 mm/ngày.
- Gió, bão: Có 2 loại hướng gió thường xuyên xuất hiện:
  - Gió mùa Tây Nam từ tháng 5 đến tháng 11, tốc độ bình quân 2 – 2,5 m/s, mạnh nhất 22,6 m/s mang theo nhiều hơi nước nên thường có mưa.
  - Gió mùa Đông Bắc từ tháng 12 đến tháng 4 năm sau, khô và lạnh làm tăng độ bốc hơi và lượng mưa giảm rõ rệt.[4]

### Thủy văn
Chế độ thủy văn của huyện chịu ảnh hưởng lớn bởi hệ thống kênh đào Quản Lộ – Phụng Hiệp, thông qua hệ thống kênh trục và kênh nội đồng.

## Hành chính
Huyện Thạnh Trị có 10 đơn vị hành chính cấp xã trực thuộc, bao gồm 2 thị trấn: Phú Lộc (huyện lỵ), Hưng Lợi và 8 xã: Châu Hưng, Lâm Kiết, Lâm Tân, Thạnh Tân, Thạnh Trị, Tuân Tức, Vĩnh Lợi, Vĩnh Thành.
Bản đồ hành chính huyện Thạnh Trị, tỉnh Sóc Trăng

## Lịch sử
Vùng đất Thạnh Trị được khai phá vào đầu thế kỷ 19 trong chính sách khai hoang vùng Châu thổ sông Cửu Long của triều Nguyễn. Trải qua bao biến cố, thăng trầm của lịch sử và điều kiện thiên nhiên khắc nghiệt, nhưng với tinh thần đoàn kết giữa 3 dân tộc Kinh, Khmer, Hoa đã biến vùng đất Thạnh Trị vốn sình lầy, bưng biền như câu truyền miệng "muỗi kêu như sáo, đỉa lềnh như bánh canh" thành những cánh đồng cò bay thẳng cánh, đầy ắp lúa vàng.
Địa lý hành chính của Thạnh Trị nhiều lần thay đổi theo sự biến thiên của lịch sử. Năm 1868, Thạnh Trị là một số thôn thuộc tổng Thạnh An, huyện Phong Thạnh thuộc hạt Ba Xuyên.
Năm 1876, thực dân Pháp chiếm 3 tỉnh miền Tây, lập nên tỉnh Sóc Trăng, trong đó Thạnh Trị là phần đất chính chịu sự cai trị, chủ yếu chúng vơ vét lúa gạo và của cải của người dân. Vì thế, thời điểm này hàng loạt đồn điền Tây ra đời như Đồn điền Gressier, Bắc Tam Băng, Jordan và kéo theo đó là nhiều ra máy xay lúa, kho chứa lúa gạo lớn hình thành ở vùng Châu Hưng, nên ngày nay còn lưu truyền địa danh Ông Kho.
Tháng 1 năm 1958, Thạnh Trị là một quận của tỉnh Ba Xuyên, gồm 2 tổng với 10 xã là tổng Thạnh An có 5 xã: Thạnh Trị, Châu Hưng, Châu Thới, Thạnh Kiết (Thạnh Quới và Lâm Kiết cũ), Gia Hòa; tổng Thạnh Lợi có 5 xã: Vĩnh Lợi, Mỹ Quới, Vĩnh Quới, Tuân Tức và Tân Long.
Ngày 17 tháng 1 năm 1969, chuyển quận lỵ Thạnh Trị từ chợ Ngã Năm, xã Vĩnh Quới đến Phú Lộc, xã Thạnh Trị.
Ngày 16 tháng 6 năm 1969, chính quyền Việt Nam Cộng hòa thành lập quận Ngã Năm thuộc tỉnh Ba Xuyên trên cơ sở tách 4 xã: Tân Long, Mỹ Quới, Vĩnh Lợi, Vĩnh Quới thuộc quận Thạnh Trị và xã Vĩnh Tân thuộc quận Long Mỹ, tỉnh Chương Thiện. Quận lỵ Ngã Năm đặt tại xã Vĩnh Quới.
Ngày 20 tháng 9 năm 1975, Bộ Chính trị ban hành Nghị quyết số 245-NQ/TW về việc hợp nhất tỉnh Cần Thơ (ngoại trừ huyện Thốt Nốt), tỉnh Sóc Trăng tỉnh Trà Vinh, tỉnh Vĩnh Long thành một tỉnh, tên gọi tỉnh mới cùng với nơi đặt tỉnh lỵ sẽ do địa phương đề nghị lên.
Ngày 20 tháng 12 năm 1975, Bộ Chính trị ban hành Nghị quyết số 19/NQ về việc hợp nhất tỉnh Cần Thơ (bao gồm cả huyện Thốt Nốt của tỉnh Long Xuyên), tỉnh Sóc Trăng thành một tỉnh mới, tên gọi tỉnh mới cùng với nơi đặt tỉnh lỵ sẽ do địa phương đề nghị lên.
Ngày 24 tháng 2 năm 1976, Chính phủ Cách mạng lâm thời Cộng hòa miền Nam Việt Nam ban hành Nghị định số 3/NQ/1976 về việc hợp nhất tỉnh Cần Thơ, tỉnh Sóc Trăng và thành phố Cần Thơ thành một tỉnh mới, lấy tên là tỉnh Hậu Giang. Huyện Thạnh Trị thuộc tỉnh Hậu Giang, bao gồm 2 thị trấn: Phú Lộc, Ngã Năm và 9 xã: Châu Hưng, Lâm Kiết, Long Tân, Mỹ Quới, Tân Long, Thạnh Trị, Tuân Tức, Vĩnh Lợi, Vĩnh Quới.
Ngày 21 tháng 4 năm 1979, Hội đồng Chính phủ ban hành Quyết định số 174-CP về việc:
- Chia xã Vĩnh Quới thành xã Vĩnh Quới và xã Vĩnh Biên.
- Chia xã Tuân Tức thành xã Tuân Tức và xã Thạnh Cường.
- Chia xã Vĩnh Lợi thành xã Vĩnh Lợi và xã Vĩnh Tân.
- Chia xã Mỹ Quới thành 3 xã: Mỹ Quới, Lê Hoàng Chu và Mai Thanh Thế.
- Chia xã Châu Hưng thành xã Châu Hưng và xã Nam Quang.
- Chia xã Tân Long thành xã Tân Long và xã Dân Hòa.

Ngày 7 tháng 7 năm 1982, Hội đồng Bộ trưởng ban hành Quyết định số 111-HĐBT về việc:
- Chia xã Lâm Kiết thành xã Lâm Kiết và xã Lâm Tân.
- Chia xã Thạnh Trị thành xã Thạnh Trị và xã Thạnh Tân.

Ngày 16 tháng 9 năm 1989, Hội đồng Bộ trưởng ban hành Quyết định số 128-HĐBT về việc:
- Sáp nhập xã Thạnh Cường vào xã Tuân Tức.
- Sáp nhập xã Vĩnh Tân vào xã Vĩnh Lợi.
- Sáp nhập xã Lê Hoàng Chu và xã Mai Thanh Thế vào xã Mỹ Quới.
- Sáp nhập xã Nam Quang vào xã Châu Hưng.
- Sáp nhập xã Dân Hòa vào xã Tân Long.

Ngày 26 tháng 12 năm 1991, Quốc hội ban hành Nghị quyết về việc chia tỉnh Hậu Giang thành tỉnh Cần Thơ và tỉnh Sóc Trăng.
Huyện Thạnh Trị thuộc tỉnh Sóc Trăng, bao gồm 2 thị trấn: Phú Lộc, Ngã Năm và 12 xã: Châu Hưng, Lâm Kiết, Lâm Tân, Long Tân, Mỹ Quới, Tân Long, Thạnh Tân, Thạnh Trị, Tuân Tức, Vĩnh Biên, Vĩnh Lợi, Vĩnh Quới.
Ngày 1 tháng 4 năm 2003, Chính phủ ban hành Nghị định 31/2003/NĐ-CP về việc:
- Thành lập xã Vĩnh Thành trên cơ sở 2.562,47 ha diện tích tự nhiên và 4.795 nhân khẩu của xã Vĩnh Lợi.
- Thành lập xã Long Bình trên cơ sở 2.963 ha diện tích tự nhiên và 7.812 nhân khẩu của xã Tân Long.
- Thành lập xã Mỹ Bình trên cơ sở 2.107 ha diện tích tự nhiên và 4.925 nhân khẩu của xã Mỹ Quới.

Từ đó, huyện Thạnh Trị bao gồm 2 thị trấn: Phú Lộc, Ngã Năm và 15 xã: Châu Hưng, Lâm Kiết, Lâm Tân, Long Bình, Long Tân, Mỹ Bình, Mỹ Quới, Tân Long, Thạnh Tân, Thạnh Trị, Tuân Tức, Vĩnh Biên, Vĩnh Lợi, Vĩnh Quới, Vĩnh Thành.
Ngày 31 tháng 10 năm 2003, Chính phủ ban hành Nghị định số 127/2003/NĐ-CP về việc thành lập huyện Ngã Năm thuộc tỉnh Sóc Trăng trên cơ sở 24.196,81 ha diện tích tự nhiên và 77.056 nhân khẩu, có 8 đơn vị hành chính trực thuộc bao gồm 7 xã: Tân Long, Long Bình, Mỹ Quới, Mỹ Bình, Long Tân, Vĩnh Quới, Vĩnh Biên và thị trấn Ngã Năm của huyện Thạnh Trị.
Sau khi điều chỉnh địa giới hành chính, huyện Thạnh Trị còn lại 28.817,42 ha diện tích tự nhiên và 84.444 người với 9 đơn vị hành chính trực thuộc, bao gồm thị trấn Phú Lộc và 8 xã: Châu Hưng, Lâm Kiết, Lâm Tân, Thạnh Tân, Thạnh Trị, Tuân Tức, Vĩnh Lợi, Vĩnh Thành.
Ngày 26 tháng 11 năm 2003, Quốc hội ban hành Nghị quyết số 22/2003/QH11 về việc chia tỉnh Cần Thơ thành thành phố Cần Thơ trực thuộc trung ương và tỉnh Hậu Giang.
Ngày 23 tháng 12 năm 2009, Chính phủ ban hành Nghị quyết số 64/NQ-CP về việc thành lập thị trấn Hưng Lợi trên cơ sở điều chỉnh 1.947,19 ha diện tích tự nhiên và 11.901 nhân khẩu của xã Châu Hưng.
Huyện Thạnh Trị có 2 thị trấn và 8 xã.
Ngày 12 tháng 6 năm 2025, Quốc hội ban hành Nghị quyết số 202/2025/QH15 về việc sắp xếp đơn vị hành chính cấp tỉnh (nghị quyết có hiệu lực từ ngày 12 tháng 6 năm 2025). Theo đó, sáp nhập tỉnh Hậu Giang và tỉnh Sóc Trăng vào thành phố Cần Thơ.
Ngày 16 tháng 6 năm 2025, Quốc hội ban hành Nghị quyết số 203/2025/QH15 về việc Sửa đổi, bổ sung một số điều của Hiến pháp nước Cộng hòa xã hội chủ nghĩa Việt Nam. Theo đó, kết thúc hoạt động của đơn vị hành chính cấp huyện trong cả nước từ ngày 1 tháng 7 năm 2025.

## Kinh tế - xã hội
Năm 2020, quy mô nền kinh tế của huyện tiếp tục phát triển khá tốt. Một số công trình kết cấu hạ tầng quan trọng đã và đang thực hiện đầu tư xây dựng, tạo động lực mới phát triển kinh tế xã hội. Đời sống người dân Thạnh Trị liên tục có những bước cải thiện đáng kể. Tăng trưởng kinh tế bình quân đạt 7%. Các khu vực từng bước điều chỉnh đúng hướng, khu vực I đạt 49,34% giảm 7,71% so năm 2015; khu vực II đạt 5,32% ổn định so với năm 2015, khu vực III đạt 45,34% tăng 7,91% so với năm 2015 (năm 2015). Tổng sản phẩm trên địa bàn (GRDP) bình quân đầu 
người đạt 54 triệu đồng, tăng 58,8% so với năm 2015 (năm 2015 là 34 triệu đồng).

### Giáo dục
- Trường THPT Trần Văn Bảy tại ấp III, thị trấn Phú Lộc
- Trường THCS Phú Lộc tại số 42B, ấp III, thị trấn Phú Lộc
- Trường THCS&THPT Thạnh Tân tại ấp BI, xã Thạnh Tân
- Trường THCS&THPT Hưng Lợi tại thị trấn Hưng Lợi.

## Dân số
Toàn huyện có diện tích tự nhiên 28.759,96 ha. Dân số tính đến năm 2010 là 86.093 người, trong đó người Kinh là 53.041 người, chiếm 61,60% dân số; người Khmer là 29.535 người, chiếm 34,31%; người Hoa là 3.486 người, chiếm 4,05%; dân tộc khác 7 người. Huyện Thạnh Trị có mật độ dân số vào loại thấp nhất của tỉnh Sóc Trăng: 299 người/km².
Huyện Thạnh Trị có diện tích là 28.090 ha, dân số 86.262 người.
Huyện Thạnh Trị có diện tích là 287,47 km², dân số năm 2016 là 86.864 người. Trong đó: dân số thành thị 27.407 người chiếm 32%, dân số nông thôn 59.457 người chiếm 68%, mật độ dân số đạt 302 người/km².
Huyện Thạnh Trị có 287,18 km², dân số năm 2019 là 73.596 người, thành phần dân số gồm 3 dân tộc chính: Kinh, Hoa, Khmer). Mật độ dân số bình quân 256.28 người/km², thấp hơn so với mật độ dân số chung của tỉnh (mức trung bình của tỉnh 362 người/km²). Dân cư của huyện phân bố không đồng đều giữa các đơn vị hành chính xã, thị trấn, đa số tập trung với mật độ cao tại các xã, thị trấn, khu vực trung tâm nơi có nhiều lợi thế để phát triển kinh tế.
Theo Niên giám thống kê huyện Thạnh Trị năm 2022, huyện Thạnh Trị có 287,18 km², dân số là 120.327 người. Trong đó, dân số thành thị là 36.492 người (30,35%) và dân số nông thôn là 83.745 người.
Huyện Thạnh Trị có 287,18 km², dân số quy đổi tính đến ngày 31/12/2022 là 120.816 người, mật độ dân số đạt 420 người/km².
Huyện Thạnh Trị có 247,80 km², dân số quy đổi tính đến ngày 31/12/2024 là 121.827 người, mật độ dân số đạt 491 người/km².

## Giao thông

### Giao thông đường bộ
Hệ thống giao thông đường bộ của huyện bao gồm:
- Quốc lộ 1: đi qua huyện với chiều dài tuyến là 6,3 km. Đây là tuyến giao thông đối ngoại quan trọng nhất đi qua huyện, nối với tỉnh Bạc Liêu về phía Nam và các huyện Mỹ Xuyên, thành phố Sóc Trăng, huyện Châu Thành, Kế Sách, thành phố Cần Thơ, các tỉnh Hậu Giang, Vĩnh Long và các tỉnh trong vùng kinh tế trọng điểm phía Nam về hướng Đông Bắc. Đây là một lợi thế quan trọng của huyện trong vùng.
- Quốc lộ 61B: từ Quốc lộ 1 tại thị trấn Phú Lộc qua thị xã Ngã Năm tới thị xã Long Mỹ, tỉnh Hậu Giang với chiều dài 11,21 km, mặt đường láng nhựa rộng 6m. Đây là tuyến quan trọng thứ 2 của huyện nối với tỉnh Hậu Giang.
- Đường tỉnh 937B: từ Quốc lộ 1A tại thị trấn Phú Lộc qua thị trấn Hưng Lợi, xã Châu Hưng và xã Vĩnh Lợi sang tỉnh Bạc Liêu với chiều dài tuyến 15,6 km, mặt đường láng nhựa rộng 5m.
- Đường tỉnh 938: từ thành phố Sóc Trăng qua huyện Mỹ Tú, huyện Thạnh Trị, thị xã Ngã Năm tới đường tỉnh 937B tại xã Vĩnh Lợi với chiều dài tuyến 12,77 km, mặt đường đá 4m, nền đường 6m.
- Đường tỉnh 940: từ huyện Mỹ Tú qua huyện Thạnh Trị tới huyện Mỹ Xuyên, thị xã Vĩnh Châu, vùng kinh tế biển Sóc Trăng với chiều dài tuyến 7,02 km, mặt đường láng nhựa rộng 3,5m, nền đường rộng 6m.
- Đường huyện: có 10 tuyến với tổng chiều dài 122,38 km, mặt đường láng nhựa hoặc bê tông xi măng và đường đất.
- Đường đô thị: có 28 tuyến với tổng chiều dài là 10,635 km, mặt đường láng nhựa và bê tông xi măng.
- Giao thông nông thôn: có 154 tuyến với tổng chiều dài 385,13 km chủ yếu là đường bê tông xi măng và một số đường đất.
- Mật độ giao thông bộ của huyện Thạnh Trị tính theo diện tích là 0,64 km/km² (mật độ của tỉnh là 0,35 km/km²).
- Mật độ đường giao thông tính theo dân số là 2,16 km/1.000 dân (của tỉnh Sóc Trăng là 0,9 km/1.000 dân).

### Giao thông đường thủy
Huyện Thạnh Trị có mạng lưới giao thông đường thủy khá phát triển. Qua địa bàn huyện có 4 tuyến đường thủy do tỉnh quản lý với chiều dài là 39 km và 125 km tuyến sông, kênh do huyện quản lý với tổng chiều dài là 463,2 km.